# Glitter (álbum de Kaya)
Glitter es el primer álbum con el que debutó el cantante Kaya (ex-Schwarz Stein, publicado el 27 de diciembre de 2006.
Glitter consta con remixes de sus primeros dos singles "Kaleidoscope" y "Masquerade", y también con "Psycho Butterfly", del lado-B de "Masquerade".

## Listado de pistas
1. "Kaleidoscope - Glitter Mix" - 4:23
2. "Walküre" - 4:38
3. "Paradise Lost" - 4:45
4. "Psycho Butterfly - Nightmare Mix" - 5:57
5. "Masquerade - Fabulous Night Mix" - 5:22
6. "Rose Jail" - 3:30
7. "Silvery Dark" - 6:37
8. "Glitter Arch" - 4:43
9. "Hydrangea" - 5:50